# McLaren Rajzfilm (McLaren Tooned)
A McLaren Tooned egy rajzfilm, melyben Lewis Hamilton, Jenson Button, és a vígjátékszínész Alexander Armstrong szerepel. A Sky Sports F1 csatornán sugározzák, minden verseny előtt, a 2012-es Brit Nagydíj óta. Az epizódok a hivatalos megjelenés után megtekinthetőek a YouTube-on. Minden epizód nagyjából 3 perc hosszú.

## A rajzfilm megszületése
A Tooned egy John Allert által elvégzett széles körű média-kutatás elemzéseként született, melyet Ron Dennis elemzett.

## Szereplők

### Főszereplők
- Lewis Hamilton Lewis szerepében (1-7., 9-12. epizódokban)
- Jenson Button Jenson szerepében (minden epizódban)
- Alexander Armstrong Professzor M szerepében (minden epizódban). Az Armstrong által életre keltett M leginkább Steve Jobs és Q (James Bond) keverékére hasonlít.
- Sergio Pérez Sergio "Checo" Pérez szerepében (a 13. epizódtól)

Megjegyzés: Lewis Hamilton nagy valószínűséggel elhagyja a stábot, mivel a 2013-as szezonban csapatot vált, helyére pedig a McLaren 2013-as másik pilótája (Jenson Button mellett) Sergio Perez érkezik. Valószínűleg a 13. résztől kezdve (2. évad) láthatjuk a sorozatban.

### Egyéb szereplők
- Szerelők (minden epizódban). Minden részben elfoglaltak, kivéve a 9.-ben (India), ott szinte mindegyikőjük táncol. Vezetőjüket Charlie-nak hívják.
- Idegenvezető (1-4. epizódokban). Az epizódok elején jelenik meg, ahogy a turistákat vezeti körbe a McLaren technológiai központjában.
- Frichtmacher (5. epizódban) Professzor M riválisa volt a régi időkben, mikor M még versenyző volt.
- Woking polgármester asszonya (6. epizódban) A polgármester asszony nyitja meg a B jelzésű szélcsatornát a technológiai központban.
- MP4-RTD1 (7. epizódban) RTD1 egy robot tesztpilóta, aki nem tudja, mi az a versenyzés, egészen addig, amíg meg nem tanulja, és lerombolja a McLaren új technológiai központját.
- Nyck de Vries (8. epizódban) Saját magát alakítja.
- Mika Häkkinen (10. epizódban) Saját magát alakítja, gokartokat tesztel

## 1. évad (2012)
Ebben az évadban 12 epizód van összesen

### 1. Wheel Nuts
Lewis és Jenson a McLaren MP4-27 kipróbálására készülnek, melyen már az extra-szuperlágy gumik vannak. A laborba menet az idegenvezető megmutatja a látogatóknak Nigel Mansell egyik eredeti bajszát. Mikor leérnek, csak egy autó van, azt pedig Jenson próbálhatja ki. A mérges Lewis felszerel rakétákkal egy autót (amivel a laborban közlekednek), és megpróbálja utolérni Jenson-t, de a rakéták felrobbannak, így végül a gumikon pattognak be a célba.

### 2. Slicks
Lewis és Jenson egy filmbemutatóra készülnek. Jenson szakállat növesztett, Lewis pedig megkérdezi, hogy nem borotválkozik-e meg. Az idegenvezető ezúttal James Hunt egyik ágyékkötőjét mutatja be a vendégeknek, miközben a versenyzők M társaságában mennek a laborba. Kipróbálják az új G-Force overálokat, és a teszt közben pedig Jenson frissíti Twitter oldalát, melynek a professzor nem örül. M megmutatja a biztonsági újításokat az MP4-27-esen. Lewis rögtön bepattan a járműbe, ám nem sokáig marad ott, mivel megnyomja a DRS gombot, azonban a változtatások miatt ez már nem a hátsószárnyat nyitja, hanem a katapultülést hozza működésbe, így hiába szól neki a professzor a veszélyről. A kilövéstől Jenson arca kormos lesz, ezt pedig az autóba épített poroltó érzékeli, majd lefújja poroltóval. Végül mindkét versenyzőt elkészíti a filmbemutatóra a box-személyzet, meglehetősen gyorsan, 2,8 másodperc alatt.

### 3. Track to the Future
A professzor elhatározza, hogy megmutatja a versenyzőknek a Formula 1 jövőjét, de Jenson kiparodizálja, úgy tesz, mintha robot lenne. Eközben az idegenvezető megmutatja a Mika Häkkinen nevéből maradt K betűket. A pilóták megkapják új sisakjukat, melyek mutatják a pálya hőmérsékletét, valamint a rivális versenyzők névsorát. Ezután M megmutatja az új kenőanyagot, melyből egy cseppnyi elég egy versenyszezonra. Mikor azonban a professzor cseppent egyet, a pilóták elkezdenek csúszkálni rajta, egészen addig, míg össze nem ütköznek, és működésbe hozzák a beépített légzsákokat. Ezután megnézik az új motort, mely mérete megegyezik a kockacukoréval. Kiderül, hogy az új autónak nem kellenek kerekek, mert lebeg. Lewis be is ugrik az ülésbe. M figyelmezteti, hogy ne gondoljon a versenyzésre, mert az autót a gondolataival tudja irányítani. Ennek ellenére Lewis már úton van Svédország felé. Egy arra haladó utasszállítógép pilótája egy repülő szappandarabhoz hasonlítja a járművet. A professzor megkéri Jenson-t, hogy indítsa be a Vodafone McLaren Mercedes 1-et, mely maga a technológiai központ. Ezzel indulnak Lewis után.

### 4. Beyond the Limit
Az idegenvezető bemutat egy eredeti tweed gyapjúszövetből készült bukósisakot a látogatóknak. Professzor M megígéri a versenyzőknek, hogy ma versenyezni fognak. El is indulnak, de kiderül, hogy az autóikban sebességkorlátozók vannak, melyek nem engedik őket gyorsabban hajtani 5-6 km/h-nál. Lewis és Jenson megkérdőjelezi a versenyzés fogalmát, mire a professzor azt válaszolja, hogy ez teszt-versenyzés. Ők versenyeznek, M pedig tesztel. Mikor megnyomják az S gombot, bekapcsol a GPS és a "Személyi Motivációs asszisztens". Lewis energiaszintje alacsony, melyen az új szolgáltatás egy kolbásszal próbál segíteni, de azt csak felkenni sikerül a pilóta sisakjára. Így kolbászszaga lesz Lewis autójának, de ezen a légfrissítő hamar segít. Jenson lazításra utasítja társát, de autójából két kar nyúl ki, és elkezdi masszírozni a versenyzőt. Jenson megkéri M-et, hogy mit ud a piros gomb. Kiderül, hogy az a hátramenet, sebességkorlátozó nélkül. Ahogy ezt meghallják, már száguldanak is hátrafele a versenyzők. A professzor azonban túl jár az eszükön, és bekapcsoltatja Nigel-lel (szerelő) a "kör-forgatót", így Lewis és Jenson a pályán ragad, egy helyben száguldva.
- itt szerepel a túravezető utoljára

### 5. Lift Story
Lewis és Jenson épp egy versenyre sietnek a professzorral együtt, de beszorulnak a liftbe. Lewis pánikba esik, de M arra utasítja, hogy gondolja át a problémát. A professzor elmeséli, hogy régen ő is versenyző volt, esélyes volt az 1962-es VB-címre. De menet közben lejött a kormánykereke, és egy Frichtmacher nevű német megelőzte, csak 3. lett. A történet után Lewis megpróbálja rövidre zárni a liftet, de megrázza az áram. M folytatja, az 1965-ös címre is esélyes volt. Vezette a versenyt, de lejött a TV kamerája, így nem látta rendesen a pályát, csak 2. lett. Ezután Lewis a lift tetején próbál kijutni, sikertelenül. A professzor az utolsó sanszáról a címre mesél, mely a '80-as évek elején történt. A végső verseny előtt azonban Frichtmacher beszorult egy liftbe, így M nyerte a versenyt és a címet. A történet után pedig a professzor megjavítja a liftet, a versenyzők pedig odaérnek a rajtra.
- első és egyben utolsó szereplés: Frichtmacher

### 6. Gone With the Wind
Különleges nap van a technológiai központban, hiszen érkezik a polgármester asszony. Megnyitja a "B" jelzésű szélcsatornát, melyhez Lewis és Jenson tart bemutatót. Lewis nem örül, mert neki kell tartania a tömlőt. M bekapcsolja a szélcsatornát 1-es szintre, majd véletlenül átállítja 10-esre. A versenyzők elemelkednek a földtől, csak az autó hátsószárnyában tudnak megkapaszkodni, de nem sokáig, mert a polgármester asszony megkéri a professzort, hogy aktiválják a DRS-t, így kirepülnek a roncstelepre. Az egyik szerelő próbálja figyelmeztetni M-et, de azt nem érdekli, végül a polgármester asszony veszi észre, hogy hiányzik a két pilóta. A professzor bemegy a szélcsatornába, ahol nem találja Lewis és Jenson barátját, de ők már visszaértek a terembe, ahol M volt, és megkérik a polgármester asszonyt, hogy kapcsolja 10-es szintre a szélcsatornát. Eközben a professzorról az összes ruha lejön az alsónadrágja kivételével.
- vendégszereplő: Woking polgármester asszonya

### 7. The Rising Son
A két pilóta megérkezik a Fuji hegy tetejére Japánban, ahol a McLaren új technológiai központja található. A professzor meg akarja mutatni az új pályát, de Lewis észreveszi, hogy valaki vezet. m bemutatja RTD1-et, aki a McLaren robot tesztpilótája. Ő vezeti körbe a versenyzőket az új pályán, megmutatva az ideális ívet nekik. A pilóták azonban megelőzik a robotot, aki rájön, hogy mi az a versenyzés. A professzor megpróbálja megállítani őket, de csak Jenson és Lewis áll meg, RTD1 továbbra is a M felé tart (aki a pálya közepén próbálja megállásra inteni). Végül összeütköznek, de kiderül, hogy M csak egy robot mását küldte Japánba, ő maga Wokingban maradt. Jenson vállonveregeti RTD1-et, aki viszont behúz neki egyet.
- Első és egyben utolsó szereplés: RTD1

### 8. Lecture Circuit
Nyck de Vries megérkezik a technológiai központba, de M nem találja őt. Végül a dicsőségfalnál veszi észre, amit meg is mutat a fiatal tehetségnek. Nyck találkozni akar Jensonnel, de nem tud, mert a pilóta éppen jótékonykodik. Az autója viszont ott van, csak Nyck túl kicsi, hogy vezethesse azt. A professzor 4 órányi vezetésoktatást tart neki. Nyck azonban kicseréli magát az egyik életnagyságú kartonmására, majd elhajt Jenson autójával. Teljes káoszt okoz az A320-as úton, majd vesz egy sajtburgert a Gerhard's Burgersben. Menet közben összefut Jensonnel, aki visszamegy Nyck-kel a technológiai központba. Professzor M felnéz Nyckre, aki közben visszaért, és mikor megkérdezi M, hogy ébren van-e még, Nyck azt hazudja, hogy csak elgondolkodott a professzor által mondottakon.
- vendégszereplő : Nyck de Vries, magát játssza
- hiányzó: Lewis Hamilton Lewis szerepében

### 9. Strictly Bollywood
A két versenyző arra számít, hogy ezen a napon akkumulátorokat fognak tesztelni, de M azt mondja, hogy a verseny utáni parádéra készülnek. Lewis és Jenson visszaemlékszik a tavalyi évre, amikor a professzora mérnök vicceket mondott, és nem tudta, hogy be van-e kapcsolva a mikrofon. Charlie (főszereplő) elindítja a zenét, és a szerelők elkezdenek táncolni, míg végül a professzor is csatlakozik hozzájuk. Mikor végeznek, M megkérdezi őket, hogy tetszett-e, amit az Indiai Nagydíj utánra készítettek. Lewis megkérdezi, hogy véletlenül nem a Brazil Nagydíj után csinálják-e a rendezvényt. M megkéri Charlie-t, hogy nézze meg a határidőnaplóját, a szerelő pedig csöndben bólint. Végül Jenson megkérdezi, hogy hozza-e a rumbatököt.

### 10. Photo Finnish
Lewis és Jenson a technológiai központba érkeze tudja meg, hogy professzor M meghívta a kétszeres világbajnok Mika Häkkinent, akit a "repülő Finn"-nek is becéznek. Lewis megkérdi, hogy versenyeznek-e, de a professzor azt válaszolja, hogy az új McLaren gokartokat fogják reklámozni. Hamilton nem örül, hogy emiatt kellett megjelenniük. A professzor nagyon büszke az általa készített ütésálló ajtókra. Ezután elmegy, majd megkéri az egyik szerelőt (Freddie), hogy készítsen képeket. Jenson megpróbálja versenyzésre buzdítani Mikát, de ő azt mondja, hogy már visszavonult. Végül Lewis eléri, hogy a finn beüljön a fehér gokartba, és elhajtson. Őt követi a két versenyző, Jenson kezében kamerával. Mögöttük a szerelők jönnek, egy laborban használt autóval. Körbejárják az egész központot, a szélcsatornát is beleértve. Végül a szerelők elállják a pilóták útját, de Häkkinen átugrat fölöttük, bizonyítva, hogy tényleg ő a "Repülő Finn". Gyorsan visszatérnek a fotóstúdióba, mert érkezik a professzor. Elkéri a fényképezőt Freddie-től, a versenyzők pedig gyorsan elfutnak, mielőtt M meglátná a képeket. A professzor kiáltása (MIKA!!!) hallatszik az egész technológiai központban, majd csüggedten jegyzi meg, hogy csak az ajtókat kellett volna reklámozni.

### 11. Side Tracked
Nyck de Vries visszatér a főhadiszállásra, hogy tudását bemutassa a gyakorlatban is, de a Professzor ezúttal sem engedi szabadon vezetni – saját kárára.

### 12. A Glitch Too Far: 1. rész
Lewis és Jenson bezorul a McLaren szimulátorába, ahonnan M igyekszik kiszabadítani őket. Mikor végre sikerül, Jenson lép ki először. Lewis követi... vagy talán nem is Lewis?
- Nagy valószínűséggel Lewis utolsó szereplése a sorozatban

## 2. évad (2013)
Az évadot a Spanyol Nagydíjtól sugározzák és összesen 20 epizódot fog tartalmazni. Ezekkel együtt 32 epizódos lesz a sorozat.
- Lewis Hamilton nem fog benne szerepelni
- Sergio Pérez átveszi Lewis Hamilton helyét.
- A McLaren MP4-28 rajzfilmbeli mása lesz az autó.

## Reklámozás
A McLaren MP4-27 hátsó szárnyán látható a rajzfilm logója a 2012-es Magyar Nagydíj óta.

## Fordítás
Ez a szócikk részben vagy egészben a Tooned című angol Wikipédia-szócikk fordításán alapul.  Az eredeti cikk szerkesztőit annak laptörténete sorolja fel. Ez a jelzés csupán a megfogalmazás eredetét és a szerzői jogokat jelzi, nem szolgál a cikkben szereplő információk forrásmegjelöléseként.